# Carnegieodoxa
Carnegieodoxa es un género con una especies de plantas de flores perteneciente a la familia Monimiaceae. 

## Especies seleccionadas
- Carnegieodoxa eximia (Perkins) Perkins